# 伏蚁蛛
伏蚁蛛（学名：Myrmarachne voliatilis）为跳蛛科蚁蛛属的动物。分布于马达加斯加、越南以及中国大陆的湖南、广西等地。